# Guendalina Sartori
Guendalina Sartori (née le 8 août 1988) est une archère italienne. Elle est médaillée aux championnats du monde de tir à l'arc en 2011 en extérieur et en 2012 en intérieur dans l'épreuve par équipe féminine de l'arc classique.

## Biographie
Guendalina Sartori commence le tir à l'arc en 2000. Elle participe à ses premières compétitions internationales en 2009. Son premier podium mondial est en 2011, alors qu'elle remporte l'or à l'épreuve par équipe féminine de l'arc classique.

## Palmarès
- Jeux olympiques[1]
  - 17e à l'individuel femme aux Jeux olympiques d'été de 2016 à Rio de Janeiro.
  - 4e à l'épreuve par équipe femme aux Jeux olympiques d'été de 2016 à Rio de Janeiro (avec Lucilla Boari et Claudia Mandia).

- Championnats du monde[1]
  -  Médaille d'argent à l'épreuve par équipe femme aux championnats du monde 2011 à Turin (avec Natalia Valeeva et Jessica Tomasi).

- Championnats du monde en salle[1]
  -  Médaille de bronze à l'épreuve par équipe femme aux championnats du monde en salle 2012 à Las Vegas (avec Natalia Valeeva et Elena Tonetta).

- Coupe du monde[1]
  -  Médaille d'argent à l'épreuve par équipe femme à la coupe du monde 2011 à Shanghai.
  -  Médaille de bronze à l'épreuve par équipe femme à la coupe du monde 2016 à Antalya.

- Coupe du monde en salle[1]
  -  Médaille d'or à l'épreuve individuelle femme à la coupe du monde en salle 2015 à Marrakech.
  -  Médaille d'or à l'épreuve individuelle femme à la coupe du monde en salle 2016 à Nîmes.

- Jeux européens
  -  Médaille d'or à l'épreuve par équipe femme aux Jeux européens de 2015 à Bakou.

- Jeux méditerranéens
  -  Médaille d'or à l'épreuve par équipe femme aux Jeux méditerranéens de 2013.
  -  Médaille d'or à l'épreuve individuelle femme aux Jeux méditerranéens de 2013.